# James McTeigue
James McTeigue (Sydney, 29 dicembre 1967) è un regista australiano.

## Biografia
Inizia a lavorare nell'industria cinematografica attorno agli anni ottanta, come assistente di produzione di numerosi film australiani. Verso la metà degli anni novanta inizia a lavorare per Hollywood come aiuto regista in film come Fuga da Absolom, Street Fighter - Sfida finale, Paradise Road, ma soprattutto collabora con le sorelle Wachowski nella loro famosa trilogia iniziata con Matrix e terminata con Matrix Revolutions, inoltre è stato aiuto regista di George Lucas per Star Wars Episodio II - L'attacco dei cloni.
Con il contributo alla sceneggiatura delle Wachowski, nel 2005 debutta alla regia con V per Vendetta, adattamento cinematografico del fumetto di Alan Moore V for Vendetta. Nel 2007 viene chiamato dalla Warner Bros., non contenta del lavoro del regista Oliver Hirschbiegel, per rigirare in alcune parti il film Invasion.

## Filmografia

### Regista

#### Cinema
- V per Vendetta (V for Vendetta, 2005)
- Invasion (The Invasion, 2007) - non accreditato
- Ninja Assassin (2009)
- The Raven (2012)
- Caserta Palace Dream (2014) – cortometraggio
- Survivor (2015)
- Breaking In (2018)

#### Televisione
- Marco Polo – serie TV, 2 episodi (2016)
- Sense8 – serie TV, 5 episodi (2015-2017)
- Messiah – serie TV, 6 episodi (2020)

### Produttore
- Messiah – serie TV (2020)